# 80式通用機槍
1980年式通用机枪（简称：80式机枪）是一款由中国北方工业公司所研制及生产的通用機槍，发射7.62×54毫米俄罗斯口徑（包括53式7.62毫米普通彈）步枪子彈。

## 歷史
80式是基于根据从越南缴获的苏联著名枪械设计师卡拉什尼科夫的PKM系列通用机枪测绘仿制而成的。1979年，开始该通用机枪仿制工作，在1980年被证实其设计已经通过，並且在1983年通过生产定型，并于80年代中期开始投入解放军服役。由于前线需要新型的连用机枪，因此80式的设计目的是继承中国自主开发的67式通用机枪的地位，并且与以67式改进而成的67-2式通用机枪机枪之间进行选择，但被解放军士兵所驳回；而他们赞成需要一挺比起67式沉重但精度更高的机枪。80式最终并未被正式列装，只有较少数的80式被部分空降兵、海军陆战队和特种大队裡所採用；目前80式的最主要用途是出口。而在80式以上，所发展出来的86式坦克机枪（相当于仿制PKT／PKMT），则被用作新型坦克的同轴机枪而装备了部队轴机枪，可装弹
2,000发。

## 概述
80式通用机枪与PK、67式通用机枪一樣，裝填和发射的是7.62×54毫米R俄罗斯口径步枪子弹（中国版本为53式7.62×54毫米凸緣式步枪子弹），採用氣動式、空气冷却、彈鏈供弹和只能全自動发射式操作。旋转式枪机闭锁机构取自前苏联AK-47；消焰器取自美国M60；双程供弹机构及枪管更换方法取自苏联SGM；而拨弹机构则是取自捷克Vz. 59并且有所改進。
80式通用机枪大量採用了衝壓、鉚接结合件，工艺性良好，适合大量生产。其结构简单可靠，机动性良好。全枪质量较为轻便，亦是目前世界上通用机枪中质量较轻的一种。其密封防尘性良好，在抛壳口、供弹口和出链口等敞开之处设有防尘盖，有利于恶劣条件以下的操作机构动作可靠性。操作简便，它既可利用槍管下方的气導管装置的折叠式兩腳架作为轻机枪使用，也可配装在三腳架上用作重机枪射击。
80式通用机枪可发射7.62×54毫米俄罗斯口径／53式凸緣式步枪子彈，弹種包括普通弹、曳光彈、燃烧弹和穿甲燃燒彈。採用氣動式自动原理和轉拴式槍栓閉鎖方式，只能全自动射击，由100、200和250发弹链箱供弹。全槍质量为12.6公斤（27.78磅），槍身連兩腳架为7.9公斤（17.42磅），三腳架为4.7公斤（10.36磅），槍管（連消焰器和提把）为2.38公斤（5.25磅），装满的100发彈鏈箱为4公斤（8.82磅），装满的200发彈鏈箱为6.6公斤（14.55磅）；全枪长度为1,192毫米（46.93英吋），枪管长度为658毫米（25.91英吋）。槍管內具有4條右旋膛線，標準膛線纏距為1：9.45（240毫米）；槍口初速為840米／秒（2,755.91英尺／秒），配备兩腳架、作點目標壓制时的有效射程为800公尺（874.89码，2,624.67英尺），而配备三腳架、作面目標壓制时则是1,000公尺（1,093.61碼，3,280.84英尺，0.62英里）；理論射速为700—800發／分鐘。
100发彈鏈主要是在用作轻机枪時，以圆形彈箱装载；而200和250发主要是在架設於三腳架以上時使用。80式通用机枪采用了开放式柱状準星和可调节式矩型缺口式照門（最大有效射程為1,500公尺）作为其機械瞄具，瞄準基線长度为663毫米（26.1英吋）；但亦可以配备光学瞄准镜或夜视镜。

## 衍生型

### 80式通用机枪
为苏联PKM通用机枪的仿制型，发射7.62×54毫米俄羅斯口徑步枪子彈。

### 86式同轴机枪
为苏联PKMT的仿制型，装备部队并且用作一部份坦克（例如99式主战坦克）、反海盗小艇和裝步戰車（例如08式步兵战车）的砲塔以内的同轴机枪。

## 使用國
- - 孟加拉陸軍
  - 总统警卫团[3][6]
- 中华人民共和国：少量採用。
  - 中国人民解放军空降兵
  - 中国人民解放军海军陆战队
  - 中國人民解放軍特種部隊[4][2]
- 柬埔寨
  - 柬埔寨王家軍隊（最近收到的资料显示一些在2008年柬泰對峙间部署和一部份俄罗斯製造的PKM通用机枪的部队一起到靠近柬泰边境的柏威夏寺部署中）[永久] [永久]
- 馬爾他
  - 馬耳他陸軍
- 南蘇丹
- 斯里蘭卡
  - 斯里蘭卡軍隊（根據中國和斯里蘭卡之間的國防協議的幾個部分，北方工业向會斯里蘭卡供應大約200挺80式通用機槍）[7]
- 叙利亚
- 泰國
- 土耳其[8]
- 委內瑞拉

## 資料來源
1. ↑  这是由于80式通用机枪是以PK通用機槍為基础。
2. 1 2 3 4  . 新浪.   [2010-05-04]. （原始内容存档于2012-11-16） （中文（简体））.
3. 1 2  . Bangladesh Military Forces.   [2010-05-04].[永久]
4. 1 2 3  . 2007-08-13  [2013-04-29]. （原始内容存档于2007-10-16）.
5. ↑  .   [2013-04-29]. （原始内容存档于2013-04-28） （中文（简体））.
6. ↑  .   [2013-04-29]. （原始内容存档于2013-04-28）.
7. ↑  . 2007-06-05  [2010-05-04]. （原始内容存档于2012-06-14）.
8. ↑  .   [2024-07-22]. （原始内容存档于2024-04-15）.

## 外部連結
- （英文）—Type 80 7.62mm General Purpose Machine Gun
- （英文）—Type 80 in Bangladesh service[永久]
- （英文）—Type 80 in Cambodian service[永久]
- （英文）—Chinese Infantry Heavy Weapon & Small Arms | China Defense Mashup
- （英文）—Chinese Defence Today—Type 80 7.62mm General Purpose Machine Gun
- （简体中文）—D Boy Gun World（槍炮世界）—80式通用机枪（页面存档备份，存于）
- （简体中文）—中國80式7.62毫米通用機槍（页面存档备份，存于）
- （简体中文）—中国CF06式7.62毫米通用机枪